# Teldafax
Die Teldafax Holding AG mit Sitz im rheinländischen Troisdorf war die Dachgesellschaft diverser Tochterunternehmen, die in den Bereichen Energieversorgung (Stromdiscounter), Telekommunikation, Touristik sowie Finanzdienstleistung aktiv waren.
Am 14. Juni 2011 stellte Teldafax beim Amtsgericht Bonn Antrag auf Eröffnung eines Insolvenzverfahrens. Am 1. September 2011 eröffnete das Amtsgericht Bonn das Insolvenzverfahren über die Vermögen der TelDaFax Holding AG sowie deren Tochterunternehmen TelDaFax Energy GmbH, TelDaFax Services GmbH, TelDaFax Marketing GmbH, TelDaFax Sales GmbH, TelDaFax Dialog GmbH, TelDaFax Network GmbH und HugoTel Communications GmbH. In den ersten Dezembertagen des gleichen Jahres folgten noch die TelDaFax Finance GmbH, die Tangens GmbH i. L. sowie die Tangens Verwaltungs GmbH i. L.
Die TelDaFax-Pleite erhielt große öffentliche Aufmerksamkeit. Ihr kommt besondere Bedeutung in der deutschen Wirtschaftsgeschichte zu, da sie gemessen an der Zahl der rund 750.000 Gläubiger die bis dahin größte und die zweitgrößte Insolvenz nach der von Flexstrom ist (835.000 Gläubiger).
Im Unterschied zur Flexstrom-Insolvenz bestand beim TelDaFax-Verfahren bereits am Anfang kaum Aussicht auf eine Entschädigung der Gläubiger. Der Insolvenzverwalter zeigte stattdessen dem Insolvenzgericht „in nahezu allen Verfahren“ Masseunzulänglichkeit an und erwartete im Jahr 2011 eine Verfahrensdauer bis mindestens 2020 und eine Quotenzahlung nicht vor 2021, im Jahr 2021 wurde eine Quotenzahlung nicht vor 2023[veraltet] erwartet.

## Geschichte

### Unternehmensentwicklung 1998–2011
Vor der Liberalisierung des Telekommunikationsmarktes bot Teldafax (Akronym aus Telefon, Daten, Fax) ihren Kunden Preisersparnisse an, indem sie für ihren Bundespost- oder später Telekom-Anschluss einem Rahmenvertrag beitraten, der Preisersparnisse ermöglichte.
Mit der Liberalisierung des Telekommunikationsmarktes im Jahre 1998 waren über Teldafax über die Netzvorwahl 01030 Call-by-Call- und Preselection-Dienste möglich. Teldafax war über einen langen Zeitraum auch der mit Abstand günstigste Anbieter von 0800-Servicerufnummern. Nachdem Teldafax einige Jahre später in finanzielle Schwierigkeiten geriet, blieben die Rechnungen für Call-by-Call-Vorleistungen bei der Deutschen Telekom über einen längeren Zeitraum unbezahlt. Die Deutsche Telekom verrechnete einige Zeit später die offenen Rechnungen mit den Beträgen, die sie für Teldafax beim Endkunden-Inkasso über die Telefonrechnung einnahm. Nachdem dies gerichtlich unterbunden worden war, sperrte die Deutsche Telekom den Zugang zur Vorwahl 01030.
Nachdem Teldafax durch eine einstweilige Verfügung zunächst die Wiederaufschaltung erreicht hatte, erfolgte wenige Tage später die endgültige Abschaltung der Netzvorwahl 01030. Die folgende Kundenabwanderung war das Aus für Teldafax: Teldafax stellte am 2. April 2001 wegen drohender Zahlungsunfähigkeit beim Amtsgericht Marburg einen Insolvenzantrag.  Am 1. Juni 2001 wurde das Insolvenzverfahren eröffnet. Im Zuge des Insolvenzverfahrens wurde das Unternehmen an eine Schweizer Investorengruppe verkauft.
Im Jahr 2002 wurde das Unternehmen oneVoice Communication gegründet, welches das Endkundengeschäft der „CONOS AG“ und das der „TelDaFax Newline GmbH“ in Marburg übernahm. Die daraus resultierende „TelDaFax GmbH“ hatte so den Markennamen der ehemaligen Teldafax AG erworben, ohne dabei deren Rechtsnachfolger zu werden. Zur Teldafax Holding AG gehören heute die Teldafax Energy GmbH, die Teldafax Telecom GmbH, die Teldafax Services GmbH, die Teldafax Finance GmbH, die e-punkt GmbH und die Teldafax Dialog GmbH.
Nach eigenen Angaben hatte die Teldafax-Gruppe im September 2007 rund 100, im Dezember bereits 180 und im Mai 2008 rund 220 Mitarbeiter. Im Oktober 2008 übernahm Teldafax ein von der Schließung bedrohtes Callcenter in Berlin-Schönefeld. Im November 2009 hatte das Unternehmen ca. 430 Mitarbeiter.
Mit Meldung vom 11. März 2011 gab das Unternehmen die mehrheitliche Übernahme durch zwei Investoren, die CPA Invest AG sowie die Sigma Citation Capital Strategies Limited bekannt. Die CPA Invest AG gehört zum Factoring-Verbund der Swiss Factoring AG, über die der Fondsanbieter Debi Select Gruppe mittels Factoring in die Teldafax Holding AG investiert hatte.

### Insolvenzverfahren 2011
Am 14. Juni 2011 stellte Teldafax beim Amtsgericht Bonn Antrag auf Eröffnung eines Insolvenzverfahrens für die Teldafax Holding AG, die Teldafax Energy GmbH und die Teldafax Services GmbH. Drei Tage später teilte das Unternehmen mit, dass sämtliche Kunden ab dem 18. Juni 2011 vorübergehend nicht mehr mit Strom und Gas von Teldafax beliefert würden. Stattdessen werde der örtliche Grundversorger einspringen.
Im Bereich des Versorgungsunternehmens und Netzbetreibers Vattenfall erfolgte dies bereits ab 18. Mai 2011. Vattenfall hatte den Liefervertrag mit Teldafax gekündigt und ab diesem Zeitpunkt die weitere Belieferung Teldafax’ versagt, dass sodann die Ersatzversorgung (gemäß Stromgrundversorgungsverordnung – StromGVV) eintrat.
Am 16. Juni 2011 stellte Teldafax beim Amtsgericht Bonn Antrag auf Eröffnung eines Insolvenzverfahrens für die Teldafax Dialog GmbH, die Teldafax Finance GmbH und die Teldafax Sales GmbH.
Am 1. September 2011 wurde gegenüber der TelDaFax-Gruppe das Insolvenzverfahren wegen Zahlungsunfähigkeit und Überschuldung eröffnet.
Zum Insolvenzverwalter wurde Rechtsanwalt Biner Bähr aus Düsseldorf ernannt. Forderungen der Insolvenzgläubiger konnten bis zum 31. Januar 2012 unter Beachtung des § 174 InsO beim Insolvenzverwalter angemeldet werden. Zum 8. November 2011 waren über 700.000 Gläubiger auf eine erste Versammlung nach Köln geladen, die meisten davon Kunden, die eine Vorauszahlung geleistet haben.

### Strafverfahren ab 2013
Anfang 2013 erhob die Bonner Staatsanwaltschaft Anklage gegen die ehemaligen Teldafax-Manager Klaus Bath, Michael Josten und Gernot Koch. Der Vorwurf lautete auf Insolvenzverschleppung, gewerbsmäßiger Betrug und Bankrotthandlungen. Das Verfahren begann am 18. Februar 2014 vor der Wirtschaftsstrafkammer des Bonner Landgerichts. Am 7. März 2014 platzte der Prozess jedoch. Das Landgericht Bonn gab den Besetzungsrügen der Verteidiger von zwei der drei Angeklagten statt und setzte das Verfahren bereits am zweiten Verhandlungstag aus.
Mit neuer Besetzung wurde das Verfahren 2015 wiederaufgenommen. Im November 2016 wurde nach einer Zahlung von 20.000 Euro der Prozess gegen den ehemaligen Vorstandsvorsitzenden und Aufsichtsrat Michael Josten endgültig eingestellt. Die Beweisaufnahme gegen die beiden anderen Ex-Manager wurde laut Gericht fortgeführt. Sie wurden am 1. März 2017 vor dem Bonner Landgericht zu Bewährungsstrafen verurteilt (ein Jahr und vier Monate und 11 Monate).

## Tochtergesellschaften

### Teldafax Energy GmbH
Die im August 2006 gegründete TelDaFax Energy GmbH bot seit Februar 2007 bundesweit für private und gewerbliche Kunden Stromversorgungstarife an. Teldafax bezog ihren Strom zuerst über das belgische Unternehmen Electrabel bzw. über die deutsche Tochter BKW FMB Energie. Zwischendurch waren verschiedene Energiehandelsunternehmen Bezugsquellen von Teldafax Energy. Ab Juni 2008 bot das Unternehmen auch Erdgas an, zunächst nur in bestimmten Regionen Deutschlands. Sukzessiv wurden weitere Regionen erschlossen. Zuletzt bot Teldafax in ganz Deutschland Erdgas an. Damit war das Unternehmen einer von wenigen bundesweiten Gasversorgern.
Im Januar 2008 gab Teldafax Energy die Übernahme der Softwareentwickler OMD und e-punkt bekannt und kündigte an, die GmbH in eine Aktiengesellschaft umzuwandeln. Am 10. Juli 2008 begann Teldafax den Bau eines Deponiegaskraftwerks nahe der belarussischen Hauptstadt Minsk. Das Kraftwerk ist im Dezember 2009 in Betrieb gegangen. Der produzierte Strom ist für Verbraucher in Minsk bestimmt. Weitere Kraftwerke in Belarus sind geplant.

### Teldafax Telecom GmbH (Troisdorf)
Teldafax Telecom hatte sich auf die Entwicklung und Vermarktung leistungsfähiger Voice- und Datentechnologie sowohl für den Wholesale- als auch für den Retail-Markt spezialisiert.
Mit über 400 Millionen Minuten allein im internationalen Voice-Segment ist das Unternehmen in Deutschland positioniert.
Teldafax Telecom bediente über 11.600 Geschäfte (POS) in Deutschland und Österreich mit individuellen Produkten und personalisiertem Service.

### Teldafax Services GmbH
Die Teldafax Services GmbH war auf Kundendienst, Kundenverwaltung, Auftragsbearbeitung, Rechnungsstellung und die Qualitätssicherung der Dachgesellschaft spezialisiert.

### Teldafax Finance GmbH
Die Teldafax Finance GmbH bot Finanzdienstleistungen (Versicherungen, Fonds, Kreditkarten) als Kooperationspartner externer Versicherungsanbieter.

### Teldafax Marketing GmbH
Im Herbst 2007 wurde die Teldafax Marketing GmbH gegründet, welche die Teldafax-Gruppe bei der Vermarktung aller Produkte und Dienstleistungen unterstützt und das Unternehmen nach außen darstellt. Die Teldafax Marketing GmbH ist eigenständig und gehört nicht zur Holding AG. Im Oktober 2008 übernahm die Teldafax Marketing GmbH das ehemalige Callcenter adstep, das nun als Teldafax Dialog in die Unternehmensgruppe eingegliedert ist.

### Teldafax DIALOG GmbH
Die Teldafax DIALOG GmbH betreibt ein Kundendienstzentrum in Berlin-Schönefeld.

## Sponsoring und Partnerschaften
Im Biathlon wurde der Athlet Michael Rösch von Teldafax unterstützt. Auch der Biathlet Ole Einar Bjørndalen wurde bis 2009 von Teldafax gesponsert.
2007 kam der Fußballsport hinzu, als Teldafax Hauptsponsor von Bayer 04 Leverkusen wurde. Der eigentlich bis 2013 laufende Sponsorenvertrag wurde im Juni 2011 aufgelöst, da die in Finanzschwierigkeiten steckende Teldafax die 13 Millionen Euro zur Unternehmensstärkung benötigte. Laut Urteil des Landgerichts Köln vom Herbst 2014 muss Bayer 04 Leverkusen mehr als 16 Millionen Euro früherer Sponsorengelder zurückgeben, da der Verein zum Zeitpunkt der Zahlungen bereits über die Finanzschwierigkeiten von Teldafax informiert war.
Mit der Übernahme der Titelpartnerschaft der FIS Teldafax Teamtour 2009 unterstützte das Unternehmen ein sportliches Großereignis im Wintersport, das sich über mehrere Wochen erstreckt.
2009 baute Teldafax das Sponsoringengagement aus und wurde Werbepartner des Skispringers Martin Schmitt.
Neben den werblichen Sponsoringaktivitäten engagierte sich Teldafax im Sommer 2008 erstmals im Nachwuchsbereich des Fußballsports und unterstützte das Ulf Kirsten und Ralf Minge Fußballcamp 2008. Dabei wurden die im Rahmen des Sponsorings von Teldafax erworbenen Teilnehmerplätze an Kinder aus sozialschwachen Familien und einem Kinderheim zur Verfügung gestellt.

## Kritik
Laut einem Bericht der Süddeutschen Zeitung warnten schon im Juli 2009 drei Teldafax-Vorstände vor der prekären Finanzlage des Unternehmens. Außer der Abberufung eines Aufsichtsrats geschah jedoch nichts. Dem Anschein nach hatte das Hauptzollamt Düsseldorf bereits im Jahre 2009 von der drohenden Insolvenz Kenntnis.
Das Handelsblatt berichtete am 20. Oktober 2010, dass der Stromanbieter Teldafax überschuldet sei. Das Unternehmen finanziere sich wie ein Schneeballsystem aus Neukunden, mit deren Vorauszahlungen Strom eingekauft werde, der dann mit Verlusten weiterverkauft werde. Eine Pleite sei in der Vergangenheit nur mit Bilanztricks verhindert worden. Das Unternehmen streitet diese Vorwürfe ab.
Das Manager Magazin berichtete im Februar 2010, es gebe unter den Stromanbietern „wohl keinen Konkurrenten, über den sich so viele Kunden beklagen. Die Vorwürfe reichen von ausbleibenden oder falschen Abschlussrechnungen, nicht erfolgten Rückzahlungen von Guthaben bis hin zur Abzocke.“ Weitere Kritikpunkte sind die schlechte Erreichbarkeit des Unternehmens, die Inkompetenz der Hotline sowie Preiserhöhungen trotz Preisgarantie.
Teldafax Energy wird vorgeworfen, unter Verstoß gegen das Gesetz gegen den unlauteren Wettbewerb unerlaubte Telefonwerbung (telefonische Kaltakquise) zu betreiben. Das Landgericht Bonn verurteilte auf Antrag der Verbraucherzentrale NRW die Teldafax unter Androhung eines Ordnungsgeldes von 250.000 Euro dazu, Werbeanrufe bei privaten Endverbrauchern zu unterlassen. Ein Leser der Zeitschrift test klagte ebenfalls erfolgreich gegen die Belästigung durch Teldafax-Werbeanrufe.
Anfang 2009 berichtete das WDR-Magazin Markt, hunderte Kunden hätten keine Schlussabrechnungen und auch keine Erstattung ihrer Guthaben erhalten. Teldafax kündigte an, die ausstehenden Schlussrechnungen bis Ende März 2009 ausstellen zu wollen bei einer Verzinsung der Guthaben mit acht Prozent. Ende April 2009 berichtete die Verbraucherzentrale Sachsen, zahlreiche Teldafax-Kunden hätten sich wegen ausstehender Schlussrechnungen an sie gewandt.
Anfang Dezember 2010 wurden die Einzugsermächtigungen von Teldafax einseitig gekündigt. Die Bezieher wurden aufgefordert, umgehend ihre Abschlagszahlungen auf ein Konto einer örtlichen Bank einzuzahlen.
Aufgrund der immer wieder zahlreich geäußerten Kritik an dem von Teldafax verwendeten Prinzip der Vorkasse führte das Unternehmen zum Jahresbeginn 2011 ein einfacheres und übersichtlicheres Tarifsystem ein, das auf eine Vorkasse verzichtet. Kunden konnten jetzt aus jeweils vier Gas- und Stromtarifen wählen, wobei die monatliche Zahlung erst nach Ende des Bezugsmonats geleistet werden musste. Laut Angaben des späteren Insolvenzverwalters belieferte das Unternehmen nur ein Drittel seiner Kunden zu kostendeckenden Preisen mit Strom.
Das Verfahren beim ursprünglichen Lastschrifteinzug und der jetzt geforderten Überweisung unterschieden sich damals erheblich: Hatten Kunden gegenüber Teldafax einen Anspruch auf Rückzahlung – etwa aufgrund eines Widerrufs oder einer Kündigung des Vertrags – konnten sie per Lastschrift eingezogene Beträge bis zu sechs Wochen nach Rechnungsabschluss von ihrer Bank kostenlos zurückbuchen lassen (inzwischen geändert). Anders bei einer Überweisung: Zahlte der Anbieter nicht freiwillig zurück, musste der Kunde den Rechtsweg beschreiten.
Gegen die Verantwortlichen der Teldafax Holding GmbH und mehrerer Tochtergesellschaften wird wegen des Verdachts der Insolvenzverschleppung und des gewerbsmäßigen Betruges ermittelt, teilte die Staatsanwaltschaft Bonn am 27. Juni 2011 mit, die am selbigen Tag in den Geschäftsräumen von Teldafax eine Razzia durchführte. Auch gegen die Verivox GmbH läuft in diesem Zusammenhang ein Strafverfahren (Staatsanwaltschaft Heidelberg, 320 Js 28010/11). Am 2. Februar 2014 hat die Hauptverhandlung im Strafverfahren gegen drei Verantwortliche der Teldafax Holding GmbH vor dem Landgericht Bonn begonnen, wurde aber wegen Zweifeln an der Rechtmäßigkeit der Besetzung der Strafkammer am 7. März 2014 vorläufig ausgesetzt. Der Zeitpunkt der Fortsetzung der Verhandlung und der Ausgang des Strafverfahrens sind offen.
Der Insolvenzverwalter fand chaotische Zustände vor, als er seinen Posten antrat. Die Buchhaltung sei auf dem Stand von März 2011, fast 240.000 Briefe seien ungeöffnet gewesen. Die Mengen der neu eintreffenden Post seien nur mit erheblichem Aufwand zu bewältigen. Der Insolvenzverwalter geht von 750.000 Gläubigern aus, was die bislang größte Zahl bei einer Einzelinsolvenz in Deutschland wäre. Alleine die Portokosten zur Abwicklung betragen 1,2 Millionen Euro. Um Kosten und Aufwand zu sparen, werden die Gläubiger entgegen der üblichen Gepflogenheiten nicht aufgefordert, ihre Forderungen geltend zu machen. Stattdessen wird der Schaden vorab berechnet, wogegen sie bei Bedarf Einspruch erheben können.